# 肯辛頓 (新南威爾士州)
肯辛頓（英語：Kensington），位於澳大利亞新南威爾士州悉尼中心商業區東南方4（2.5英里）處，是隸屬於蘭域市的一個郊區，毗鄰摩爾公園、蘭域馬場、新南威尔士大学和國立戲劇學院等設施。

## 外部連結
- 维基共享资源上的相關多媒體資源：肯辛頓